# Шосе д'Иври
Шосе д'Иври (фр. Chaussée-d'Ivry) насеље је и општина у централној Француској у региону Центар (регион), у департману Ер и Лоар која припада префектури Дре.
По подацима из 2011. године у општини је живело 1027 становника, а густина насељености је износила 122,41 становника/km². Општина се простире на површини од 8,39 km². Налази се на средњој надморској висини од 67 метара (максималној 168 m, а минималној 52 m).

## Демографија
| 1962. | 1968. | 1975. | 1982. | 1990. | 1999. | 2011. |
| ----- | ----- | ----- | ----- | ----- | ----- | ----- |
| 470   | 541   | 649   | 879   | 965   | 924   | 1.027 |

График промене броја становника у току последњих година